# Música campirana (México)
La música campirana es un tipo de música regional mexicana, en que se exponen canciones rancheras, canciones románticas, piezas tradicionales, danzas, banda, norteñas y corridos, en su origen con instrumentos de cuerda.

## Historia
En un principio la gente de campo, a lo largo de la república mexicana, fabricaba de manera rústica guitarras de cuerdas sencillas o guitarras de doble cuerda. En ocasiones viajaban desde las sierras, las planicies de cultivo o las playas a las cabeceras de los pueblos para adquirir instrumentos de artesanos.
Mientras que los grupos con violín y guitarras amenizaban bailes de los pueblos con sones regionales, los duetos de guitarras, al ser agrupaciones más pequeñas, tocaban en las plazas y cantinas de los pueblos, o como divertimiento en el campo o la sierra al terminar las faenas de trabajo. 
De igual forma también se tocaban instrumentos de viento como la trompeta, el sousafón y la tuba.
Los primeros grupos formales viajaban a los pueblos en forma individual o en duetos de guitarras en busca de sustento.
Los duetos de guitarras perviven hasta hoy como uno de los representantes de folklor de los estados de Oaxaca y Guerrero. Los grupos campiranos se han adentrado al fenómeno comercial de la música regional mexicana.

## Artistas

### Guitarra y requinto
Las Jilguerillas, Hermanas Huerta, Hermanas Núñez, Hermanas Padilla, El Dueto América, Martín y Malena, Las Palomas, Dueto Caleta, Rita y José, Dueto Azteca, Hermanas Lima, Dueto Amanecer, Dueto Miseria, Los Madrugadores del Bajío, Dueto Castillo, Bertín y Lalo, Dueto Los Armadillos, Dueto Dos Rosas, Hermanitas Valle, Dueto Las Traviesas, Dueto Las Rancheritas.

### Guitarra y docerola requinto
Miguel y Miguel, Los Plebes del Rancho de Ariel Camacho, Hijos de Barron, Jesús Ojeda y Sus Parientes, Los Cuates de Sinaloa.